# Hệ thống rao tuyển

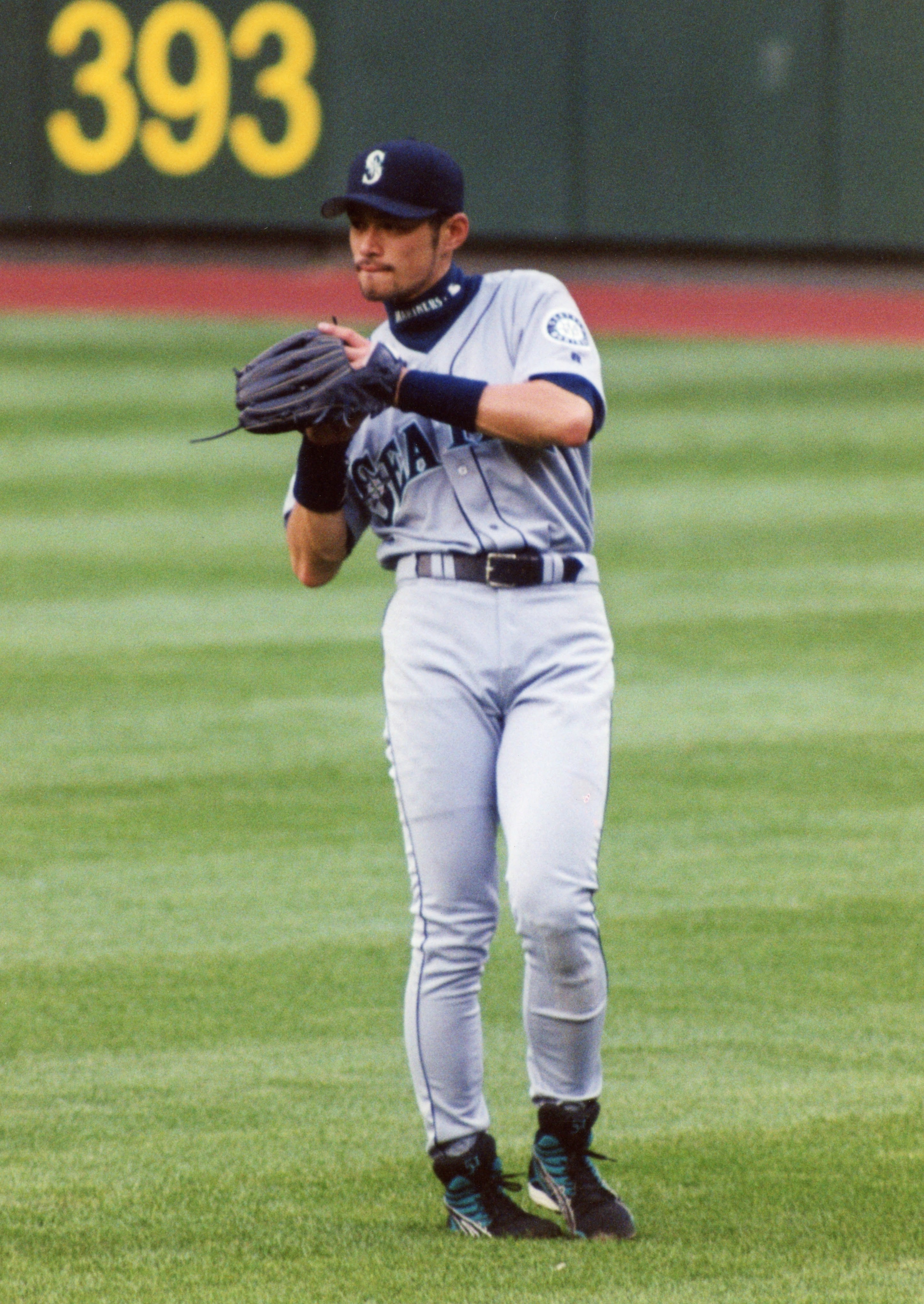
Ichiro Suzuki là cầu thủ nổi tiếng đầu tiên của làng bóng chày NPB (tổng cộng có 2) dùng đến hệ thống chuyển nhượng.

Hệ thống rao tuyển (ポスティングシステム posutingu shisutemu) là một hệ thống chuyển nhượng cầu thủ bóng chày giữa giải bóng chày nhà nghề Nhật Bản (NPB) và giải bóng chày nhà nghề Mỹ (MLB), hoặc như là giữa tổ chức bóng chày Hàn Quốc (KBO) với MLB. Tuy quyền giữ biên chế cầu thủ trong hệ thống chuyển nhượng cầu thủ giữa Mỹ và Nhật được đưa ra vào năm 1967 để kiểm soát cầu thủ của NPB tới MLB, nhưng các vấn đề bắt đầu phát sinh vào cuối những năm 1990 với việc một số đội ở NPB mất trắng những ngôi sao mà không được bồi thường khi 2 ngôi sao của giải là Nomo Hideo và Alfonso Soriano đến chơi cho MLB sau khi sử dụng lỗ hổng để lách luật bảo lưu. Thêm nữa là các cầu thủ có ít quyền hạn đàm phán nếu đội bóng quyết định bán họ cho MLB trái ý muốn như trong trường hợp của Irabu Hideki. Vào năm 1998, hệ thống được cải cách để giải quyết 2 vấn đề trên; kết quả là hệ thống được đổi tên thành "hệ thống đăng tuyển".
Trong đó, khi một cầu thủ NPB được đăng lên, đội của anh ta sẽ thông báo cho ủy viên MLB và đưa ra mức bán không quá 20 triệu đô. Sau đó, cầu thủ có thời gian 30 ngày để thỏa thuận với bất kỳ đội MLB nào sẵn sàng trả cho mức giá câu lạc bộ đưa ra. Nếu cầu thủ đồng ý thỏa thuận của đội trước thời gian 30 ngày, đội bóng chủ quản tại Nhật cũng sẽ nhận được mức phí chuyển nhượng tương đương giá trị hợp đồng và cầu thủ trên sẽ chuyển sang thi đấu ở giải MLB. Nếu không có đội MLB nào thỏa thuận với cầu thủ thì sẽ không có giao dich và cầu thủ trở lại với đội bóng của mình. Cách chuyển nhượng này thay thế cho cách cũ mà trong đó giải MLB tổ chức một cuộc bán đấu giá, các đội bóng sẽ đăng ký và đưa ra mức giá không giới hạn để giành quyền thỏa thuận với cầu thủ được đăng trong thời gian 30 ngày. Khi mà mức giá cao nhất được xác định, cầu thủ chỉ có thể thỏa thuận với đội bóng đó.
Cho đến cuối mùa giải 2014-2015, có 20 cầu thủ đã được đăng trên hệ thống này. Trong số đó, 11 đã ký cho giải nhà nghề, 3 ký với giải nghiệp dư, 4 đã thất bại trong việc thu hút các đội bóng, và 2 không thể tiến đến hợp đồng trong vòng 30 ngày. Bốn ngôi sao được chuyển nhượng qua hệ thống này là Suzuki Ichirō, Matsuzaka Daisuke, Darvish Yu, và Tanaka Masahiro. Ba hợp đồng đầu tiên có mức giá lần lượt là 13,125 triệu, 51,1 triệu và 51,7 triệu đô. Tanaka là cầu thủ đầu tiên thông qua hệ thống này theo điều chỉnh hiện hành; anh được đăng lên với mức giá cao nhất dưới điều luật mới. Tuy nhiên, từ khi thực hiện, hệ thống đã bị chỉ trích bởi giới truyền thông và cộng đồng bóng chày từ cả hai nước.

## Lịch sử
Lần đầu tiên một cầu thủ Nhật Bản chơi tại Major League Baseball là vào năm 1964, khi mà đội Nankai Hawks của giải NPB trao đổi 3 cầu thủ sang Mỹ để bổ túc kinh nghiệm tại hệ thống giải hạng dưới. Một trong số đó, tay ném Murakami Masanori, được trao danh hiệu tân binh xuất sắc của năm tại giải nghiệp dư Califonia trong màu áo của đội Fresno Giants (đội cấp 1A của San Francisco Giants). Ban lãnh đạo của đội hết sức ấn tượng trước tài năng của anh vào mùng 1 tháng 9 năm 1964, Murakami đã đưa lên đội một Giants, trở thành cầu thủ Nhật đầu tiên chơi tại MLB. Sau khi anh có thành tích tốt trên ụ ném, ban lãnh đạo Giants bắt đầu tìm cách thi hành một điều khoản với đội bóng cũ của anh mà trong đó, họ cho rằng, cho phép họ được mua cầu thủ được đưa sang trao đổi. Phía Hawks từ chối, bắt đầu bằng việc rằng họ không có ý định bán hợp đồng của Murakami cho Giants và nói rằng chỉ cho mượn trong mùa giải 1964. Sau 2 tháng bế tắc, Giants cuối cùng cũng đồng ý chuyển Murakami trở lại đội bóng cũ sau mùa 1965. Do vậy, sau khi chơi thêm 1 mùa cho đội, Murakami đã trở về Nhật Bản. Vụ việc này dẫn tới Thỏa thuận cầu thủ Mỹ-Nhật, cũng được biết đến với cái tên "thỏa thuận làm việc" giữa MLB và NPB, hay đơn giản gọi là chính sách chuyển vùng.

### Các rắc rối

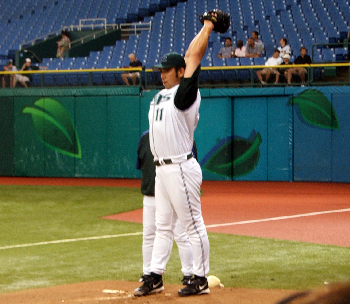
Cầu thủ Nhật Bản thứ hai chơi cho MLB, Hideo Nomo, đã dùng lỗ hổng để lách tiền bồi thường trong hợp đồng.

Hệ thống do hai giải MLB và NPB tạo ra đã dẫn tới 3 vụ việc vào những năm 1990, tất cả đều liên quan đến việc cầu thủ từ giải NPB sang chơi cho MLB. Vụ đầu tiên xảy ra vào mùa đông năm 1994 khi tay ném Nomo Hideo, với sự giúp đỡ của đại diện Nomura Don, đã trở thành cầu thủ Nhật thứ hai chơi tại MLB sau Murakami 30 năm trước đó. Mặc dù chưa đủ tư cách chuyển nhượng tự do ở Nhật, anh được Nomura khuyên rằng trong điều khoản nghịch của hợp đồng cầu thủ tiêu chuẩn, quyền kiểm soát bảo lưu của đội Kintetsu Buffaloes đối với anh chỉ giới hạn tại Nhật. Nomo đã tận dụng kẽ hở này bằng cách tự nguyện giải nghệ tại giải NPB để kết thúc hợp đồng với đội bóng cũ, lách được điều khoản nghịch để tìm bến đỗ mới tại MLB. Vào năm cuối năm 1994, Nomo đã công bố giải nghệ và ký với đội Los Angeles Dodgers vào tháng 2 năm 1995, nơi mà anh đã giành được giải Tân binh của năm tại National League (NL). Vào năm sau, Dodgers đã ký bản hợp đồng gia hạn 3 năm với giá trị 4,3 triệu đô la với anh.

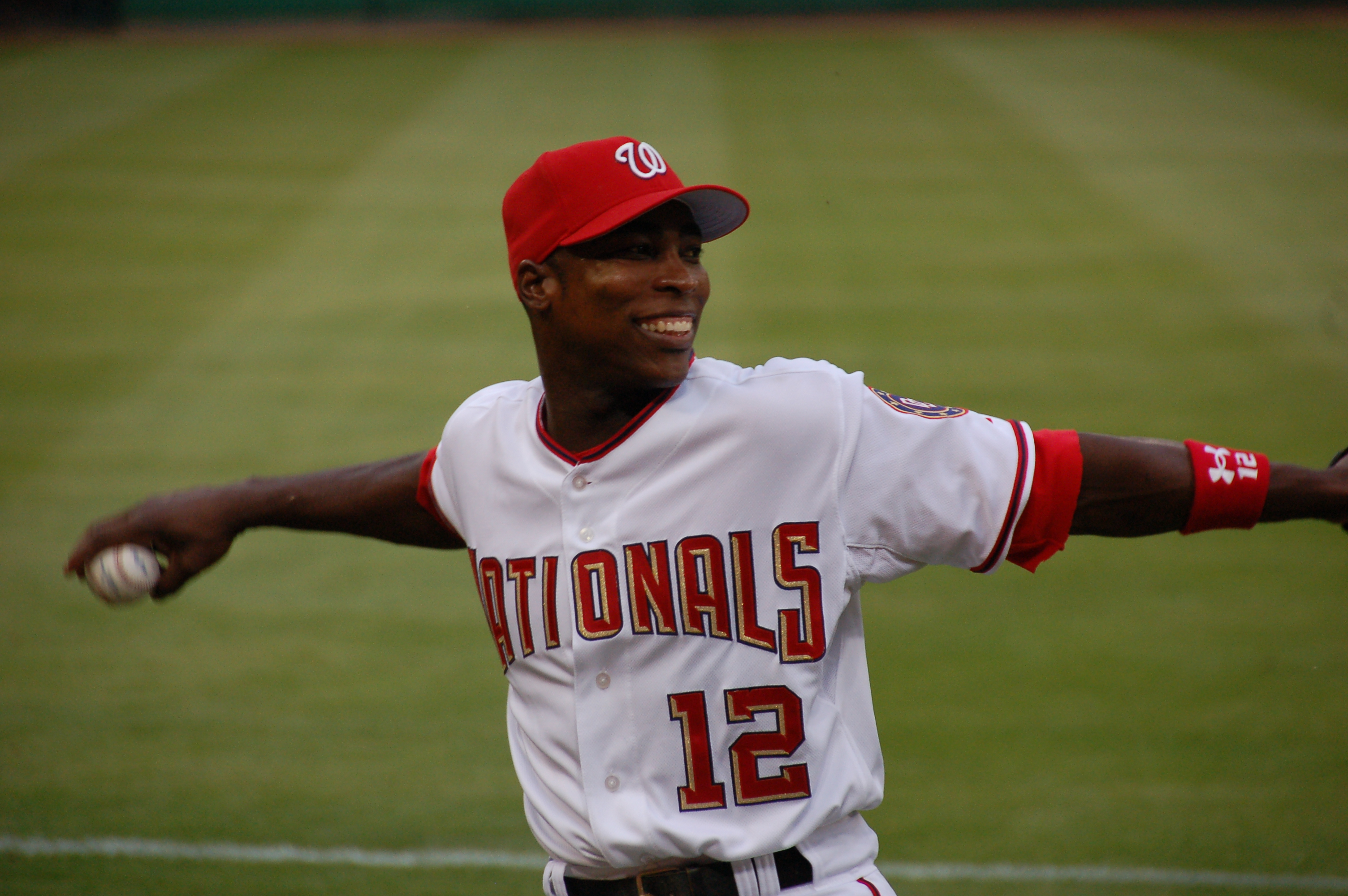
Vụ chuyển nhược Alfonso Soriano sang MLB đã giúp thúc đẩy việc tạo ra hệ thống thông báo.

Vào đầu năm 1997, sau nhiều tháng thỏa thuận, đội San Diego Padres đã ký một thỏa thuận với đội Chiba Lotte Marines mà trong đó chuyển nhượng một khách hàng khác của Nomura, Irabu Hideki, sang Padres. Cho dù cả Irabu và Nomura đều nói rõ rằng Irabu chỉ có ý định ký với New York Yankees, cả Padres lẫn Marines đều không hỏi ý kiến Irabu trước khi hoàn thành thỏa thuận. Hiệp hội cầu thủ nhà nghề (MLBPA) đã về phe của Irabu, nói rằng vụ thỏa thuận là không công bằng đối với nguyện vọng của cầu thủ. Tuy nhiên, hội đồng lãnh đạo MLB quyết định rằng Padres đã không vi phạm điều luật nào và theo đó có quyền hợp pháp đối với Irabu. Sau quyết định này, Irabu đã xem xét nhiều cách đối phó, trong đó có việc chơi tại giải NPB cho đến khi thành cầu thủ tự do và đưa vấn đề ra tòa án Mỹ. Tuy nhiên đến tháng 5, đội Padres đã nhượng bộ và chuyển anh tới Yankees, nơi Irabu đã ký hợp đồng trị giá 12,8 triệu đô trong 4 năm.
Vụ việc cuối cùng xảy ra khi Alfonso Soriano không thể rời CLB Hiroshima Toyo Carp do các hạn chế của điều khoản bảo lưu trong hợp đồng vào năm 1998. Anh không thích lịch luyện tập dày đặc của đội và câu lạc bộ cũng từ chối tăng mức lương từ 45,000 đô (mức thấp nhất) lên 180,000 đô. Giống như hai trường hợp của Nomo và Irabu, Nomura được thuê để giúp Soriano vượt qua hạn chế trên. Sau lần thất bại trong việc chứng minh hợp đồng NPB của Soriano vô hiệu do được giao kết khi anh ở tuổi vị thành niên, Nomura đã khuyên anh giải nghệ khỏi NPB và tiếp tục tại MLB như Nomo. Việc này thúc đẩy ban lãnh đạo của đội Carp trình ra tòa và gửi thư cho các đội MLB, yêu cầu họ không giao dịch với Soiriano. Quan chức NPB cho rằng sau vụ Nomo họ đã ngầm chỉnh sửa chính sách hợp đồng cầu thủ để cho các đội của giải quyền cấm cầu thủ ký các hợp đồng ở bấy kỳ đâu sau khi tuyên bố giải nghệ. Vì quan chức MLB không được hỏi ý kiến và họ cũng không đồng ý với bất kỳ sự thay đổi nào, ủy viên MLB, ông Bud Selig, tuyên bố rằng MLB công nhận Sofriano là cầu thủ tự do vào 13 tháng 7 năm 1998 và CLB Carp đành nhượng bộ. Anh ta ký hợp đồng 5 năm với trị giá 3,1 triệu đô với New York Yankees cùng năm đó.

### Cách giải quyết
Vào năm 1998, tổng giám đốc của CLB Orix BlueWave, Ino Shigeyoshi, đã thảo lại thỏa thuận hợp đồng cầu thủ Mỹ-Nhật năm 1967, qua đó cho ra đời "hệ thống rao tuyển". Selig và ông Kawashima Hiromori, ủy viên NPB, đã ký thỏa thuận mới này vào tháng 12 năm 1998. Nó đã giải quyết được từng vấn đề trong các vụ của Nomo, Irabu và Soriano bằng cách yêu cầu các đội MLB phải đấu giá để chiêu mộ các cầu thủ NPB. Những khoản đấu già này sau đó trở thành cơ sở cho phí chuyển nhượng được trả bồi thường cho các đội NPB nhả cầu thủ ngôi sao chuyển sang MLB. Các cầu thủ cũng được quyền đàm phán với các đội giải MLB với các điều khoản của hợp đồng mới. Cho tới mùa giải 2013, thỏa thuận đã có hiệu lực cơ sở theo từng năm, có thời hạn dựa trên thông báo của ủy viên MLB hoặc NPB vào 18 tháng 6 mỗi năm. Một thỏa thuận mới với các điều chỉnh khác giữa 2 giải đã được công bố vào ngày 16 tháng 12 năm 2013 và có hiệu lực ngay lập tức; thỏa thuận sẽ tiếp tục đến mùa giải 2016 của 2 bên.
Hệ thống chỉ áp dụng với các cầu thủ hiện đang ký hợp đồng với đội Nhật, mặc dù các cầu thủ có thời gian thi đấu 9 trở lên tại giải NPB được miễn. Hệ thống không áp dụng cho cầu thủ tự do hay cầu thủ nghiệp dư chơi cho giải NPB. Mac Suzuki, Micheal Nakamura, Tadano Kazuhito, và Tazawa Junichi là cầu thủ Nhật hoặc gốc Nhật duy nhất ra sân tại giải MLB mà không chơi tại NPB trước đó. Hệ thống không có hiệu lực ngược lại, tức là khi cầu thủ MLB, như Alex Cabrera, đến chơi tại giải NPB, đã không có khoản bồi thường nào cho CLB Arizona Diamondbacks.

## Quá trình
Khi một cầu thủ đang trong thời hạn hợp đồng với một CLB nhà nghề Nhật Bản (NPB) muốn chơi tại giải nhà nghề Mỹ (MLB), anh ta phải thông báo đến ban lãnh đạo CLB và yêu cầu họ đăng kí rao anh ta trên hệ thống trong thời gian cho phép (mùng 1 tháng 10 - mùng 1 tháng 3 tại mùa giải 2013 và mùng 1 tháng 9 - mùng 1 tháng 2 hiện tại). CLB có thể từ chối yêu cầu và cầu thủ sẽ không được rao. Tuy nhiên, nếu được chấp thuận, công bố rao cầu thủ sẽ được trình qua ủy viên MLB và sau đó được thông báo đến các CLB MLB.
Trong quá trình cũ, MLB sẽ tổ chức cuộc bán đấu giá ngầm trong 4 ngày. Sau 4 ngày, ủy viên sẽ kết thúc quá trình đấu gia và thông báo đến cầu thủ NPB mức giá cao nhất nhưng không thông báo đội bóng. Đội bóng NPB chủ quản sau đó có 4 ngày để chấp nhận hoặc từ chối mức giá không được thỏa thuận này.
Nếu mức giá bị từ chối, đội bóng cũ sẽ vẫn giữ quyền kiểm soát cầu thủ. Nếu đồng ý, đội bóng MLB sẽ độc quyền để đàm phán với cầu thủ trong 30 ngày. Nếu cầu thủ và đội bóng đó đồng ý với các điều khoản trong hợp đồng trước thời hạn 30 ngày kết thúc, đội tại giải NPB sẽ nhận được tiền đấu giá cũng như phí chuyển nhượng trong vòng 5 ngày, còn cầu thủ chuyển đến MLB cho đội bóng mới vào mùa giải sau. Phí chuyển nhượng không được tính trong tổng số lương của đội bóng mà sẽ phải chịu thuế xa xỉ phẩm nếu vượt quá 155 triệu đô. Nếu đội bóng không thể đàm phán thành công với cầu thủ thì sẽ không có tiền phí chuyển nhượng và quyền đối với cầu thủ được trở lại đội bóng cũ. Một cầu thủ có thể yêu cầu để được đăng ký lần nữa vào năm tiếp theo và quá trình này sẽ lặp lại mà không có đặc quyền nào dành cho đội đã thắng cược năm trước.
Đối với hệ thống hiện nay, khi một đội NPB thông báo cho ủy viên MLB về cầu thủ, họ sẽ tuyên bố luôn phí đăng ký với mức lớn nhất là 20 triệu đô. Một khi ủy viên MLB công bố 2 điều này, cầu thủ có 30 ngày để ký với một đội MLB. Không giống như trước đây khi chỉ có một đội thắng cược và giành được quyền giao dịch, giờ đây hệ thống cho phép cầu thủ giao dịch với bất kỳ đội bóng nào đồng ý trả phí. Cũng giống như cách làm cũ, nếu cầu thủ đồng ý ký hợp đồng trong thời hạn thì đội bóng đó sẽ phải trả tiền phí; nếu không thì quyền cầu thủ sẽ quay lại với đội bóng cũ. Còn một điều phụ nữa đó chính là nếu không thành công, cầu thủ có thể yêu cầu được thông báo vào năm tới và quá trình lặp lại.

## Quá khứ sử dụng
Trong số 53 cầu thủ NPB đã tới chơi tại MLB, 14 người đã tham gia sử dụng hệ thống rao tuyển. Kể từ khi được tạo ra vào năm 1998, 20 cầu thủ sử dụng hệ thống đã gặt hái được những thành công nhất định. Trong số 20 người đó, 10 người ngay lập tức ký hợp đồng chuyển tới thi đấu tại MLB và một người mất đến 2 lần để sang chơi tại Mỹ. Các bản hợp đồng có giá trị từ 1,4 triệu đến 155 triệu đô. 9 người còn lại thì 3 người ký hợp đồng chơi ở giải hạng dưới, 2 người không thành công trong việc ký hợp đồng và 4 người không có đội MLB quan tâm (một cầu thủ thất bại trong cả hai lần dùng hệ thống). Bảng sau đây tổng quan về các lần rao tuyển và kết quả:
| Cầu thủ            | Ngày đăng            | Đội NPB                      | Đội MLB              | Giá             | Ngày ký hợp đồng     | Loại hợp đồng           | Ghi chú              |
| ------------------ | -------------------- | ---------------------------- | -------------------- | --------------- | -------------------- | ----------------------- | -------------------- |
| Alejandro Quezada  | 2 tháng 2 năm 1999   | Hiroshima Toyo Carp          | Cincinnati Reds      | $400,001        | 2 tháng 3 năm 1999   | Hợp đồng giải nghiệp dư | [ 25 ]               |
| Ichiro Suzuki      | 11 tháng 1 năm 2002  | Orix BlueWave                | Seattle Mariners     | $13,125,000     | 30 tháng 11 năm 2000 | 3 năm, $14 triệu        | [ 26 ] [ 27 ] [ 28 ] |
| Kazuhisa IshiiP    | 3 tháng 1 năm 2002   | Yakult Swallows              | Los Angeles Dodgers  | $11,260,000     | 8 tháng 2 năm 2002   | 4 năm, $12.3 triệu      | [ 29 ] [ 30 ] [ 31 ] |
| Ramón RamírezP     | 6 tháng 2 năm 2003   | Hiroshima Toyo Carp          | New York Yankees     | $350,000        | 5 tháng 3 năm 2003   | Hợp đồng giải nghiệp dư | [ 32 ] [ 33 ]        |
| Akinori OtsukaP§   | 11 tháng 11 năm 2003 | Chunichi Dragons             | San Diego Padres     | $300,000        | 9 tháng 12 năm 2003  | 2 năm, $1.5 triệu       | [ 34 ] [ 35 ]        |
| Norihiro Nakamura  | 28 tháng 1 năm 2005  | Orix Buffaloes               | Los Angeles Dodgers  | $0Undisclosedψ  | 3 tháng 2 năm 2005   | Hợp đồng giải nghiệp dư | [ 36 ] [ 37 ]        |
| Shinji MoriP       | 12 tháng 12 năm 2005 | Seibu Lions                  | Tampa Bay Devil Rays | $750,000        | 11 tháng 11 năm 2006 | 2 năm, $1.4 triệu       | [ 38 ] [ 39 ]        |
| Daisuke MatsuzakaP | 2 tháng 11 năm 2006  | Seibu Lions                  | Boston Red Sox       | $51,111,111.11† | 14 tháng 12 năm 2006 | 6 năm, $52 triệu        | [ 40 ] [ 41 ]        |
| Akinori Iwamura    | 6 tháng 11 năm 2006  | Tokyo Yakult Swallows        | Tampa Bay Devil Rays | $4,500,000      | 15 tháng 12 năm 2006 | 3 năm, $7.7 triệu       | [ 42 ] [ 43 ] [ 44 ] |
| Kei IgawaP         | 17 tháng 11 năm 2006 | Hanshin Tigers               | New York Yankees     | $26,000,194‡    | 27 tháng 12 năm 2006 | 5 năm, $20 triệu        | [ 45 ] [ 46 ]        |
| Tsuyoshi Nishioka  | 17 tháng 11 năm 2010 | Chiba Lotte Marines          | Minnesota Twins      | $5,329,000      | 17 tháng 12 năm 2012 | 3 năm, $9 triệu         | [ 47 ] [ 48 ]        |
| Norichika Aoki     | 12 tháng 12 năm 2011 | Tokyo Yakult Swallows        | Milwaukee Brewers    | $2,500,000      | 17 tháng 1 năm 2012  | 2 năm, $2.5 triệu       | [ 49 ] [ 50 ]        |
| Yu DarvishP        | 8 tháng 12 năm 2011  | Hokkaido Nippon-Ham Fighters | Texas Rangers        | $51,703,411€    | 18 tháng 1 năm 2012  | 6 năm, $60 triệu        | [ 51 ] [ 52 ] [ 53 ] |
| Masahiro TanakaP   | 26 tháng 12 năm 2013 | Tohoku Rakuten Golden Eagles | New York Yankees     | $20,000,000     | 22 tháng 1 năm 2014  | 7 năm, $155 triệu       | [ 54 ]               |

| Cầu thủ           | Ngày đăng            | Đội NPB                      | Đội MLB | Ghi chú       |
| ----------------- | -------------------- | ---------------------------- | --- | ------------- |
| Timo Pérez        | 2 tháng 2 năm 1999   | Hiroshima Toyo Carp          | Cầu thủ này không được đội MLB nào quan tâm và phải ký lại với đội bóng cũ cho một mùa giải. Hợp đồng của anh sau đó được New York Mets mua lại vào 27 tháng 3 năm 2000                                                  | [ 55 ] [ 56 ] |
| Akinori OtsukaP   | 18 tháng 12 năm 2002 | Osaka Kintetsu Buffaloes     | Otsuka không thu hút được các đội bóng MLB. Nhưng sau đó anh ký với đội Chunichi Dragon vào 20 tháng 20 năm 2003 với giá 95 triệu yên (khoảng 800,404 đô vào năm đó)                                                     | [ 57 ]        |
| Yusaku IrikiP     | 22 tháng 11 năm 2005 | Hokkaido Nippon-Ham Fighters | Iriki cũng không được các đội chú ý và được giải phóng khỏi đội vào 5 tháng 12 năm 2005. Sau đó, anh ký với đội New York Mets vào 18 tháng 1 năm 2006 bản hợp đồng trị giá 750,000 đô trong 1 năm.                       | [ 58 ] [ 59 ] |
| Koji MitsuiP      | 18 tháng 12 năm 2008 | Saitama Seibu Lions          | Mitsui did not draw any bids from an MLB team. He was re-posted the next month. Mitsui cũng giống 3 trường hợp trên. Tháng sau đó anh ta đăng ký lại vào hệ thống.                                                       | [ 60 ]        |
| Koji MitsuiP§     | 8 tháng 1 năm 2009   | Saitama Seibu Lions          | Một lần nữa Mitsui lại thất bại và phải ký lại với đội bóng cũ vào 20 tháng 1 năm 2009 hợp đồng 1 năm với trị giá 57 triệu yên.                                                                                          | [ 61 ] [ 62 ] |
| Hisashi IwakumaP  | 1 tháng 11 năm 2010  | Tohoku Rakuten Golden Eagles | Đội Oakland A được độc quyền đàm phán với cầu thủ này vào 7 tháng 11 năm 2010 sau khi ra mức giá 19,1 triệu đô. Tuy nhiên, cuộc đàm phán kết thúc mà không có sự đồng ý của hai bên và Iwakuma trở về đội bóng của mình. | [ 63 ] [ 64 ] |
| Hiroki SanadaP    | 23 tháng 11 năm 2011 | Yokohama BayStars            | Không có đội bóng MLB nào ra giá với Sanada và sau đó anh được đội bóng giải phóng. | [ 65 ]        |
| Hiroyuki Nakajima | 28 tháng 11 năm 2011 | Saitama Seibu Lions          | Hiroyuki được đội New York Yankee độc quyền đàm phàn với mức giá 2,5 triệu đô. Nhưng cũng giống như Iwakuma, cuộc đàm phán thất bại và Nakajima chơi tiếp cho Lions.                                                     | [ 66 ] [ 67 ] |

## Các chỉ trích
Kể từ khi được sử dụng vào năm 1998, hệ thống này được chịu nhiều chỉ trích. Đại diện của cầu thủ Ichiro Suzuki bình luận rằng: "Các cầu thủ chả được lợi lộc gì (từ hệ thống này).... Các đội bóng ở Nhật có lợi thế vì có thể giữ cầu thủ như con tin". Don Nomura gọi đây là "cuộc đấu giá nô lệ". Hầu hết chỉ trích nhắm vào việc cầu thủ chỉ có thể đàm phán với đội nào trả giá cao nhất. Theo Marty Kuehnert của tờ The Japan Times bình luận rằng không có đội nào có quyền tranh giành quyền đàm phán và giá đàm phán trở thành lương cũng thấp hơn với giá trị trên thị trường. Ông cũng nói thêm rằng hệ thống tạo ra tình trạng "tiến thoái lưỡng nan" của cầu thủ: trong đó đội bóng biết rằng nếu không hoàn thành hợp đồng trong 30 ngày, đội bóng có thể đưa ra mức giá thấp hơn vì lựa chọn duy nhất khác đó là chơi ở Nhật thêm một năm. Điều này được cho rằng là đã vi phạm luật chống độc quyền, một đạo luật khuyến khích cạnh tranh mà theo đó cấm các bên liên quan ký các thỏa thuận hoặc hợp đồng quốc tế có các điều khoản kiềm chế buôn bán hoặc kinh doanh không công bằng.
Hiệp hội cầu thủ bóng chày nhà nghề Nhật Bản (JPBPA) không được hỏi ý kiến trước khi hệ thống được sử dụng và rồi sau đó cũng không chấp thuận. Từ khi được giới thiệu, hiệp hội đã bày tỏ lo ngại, cho rằng hệ thống như việc buôn bán người. Đồng tình với quan điểm rằng hệ thống không công bằng cho cầu thủ, hiệp hội cầu thủ bóng chày nhà nghề Mỹ (MPBPA) đồng ý giúp khi vấn đề được đưa ra tòa. Tuy nhiên, theo như các quan chức JPBPA, toà án Nhật làm việc quá lâu và có dính dáng, cho nên họ cho rằng việc này "đành vậy thôi".
Đại diện câu lạc bộ Yomiuri Giants đã bày tỏ quan điểm không thích với hệ thống vì nó cho phép các đội giải MLB săn trộm cầu thủ Nhật. Theo ông, các câu lạc bộ NPB có thể hưởng lợi trong thời gian đầu, tuy nhiên trong tương lai, việc mất đi các cầu thủ giỏi nhất sẽ ảnh hưởng lớn về lâu dài. Khi cầu thủ của đội Koji Uehara đã muốn đăng ký mình lên hệ thống, Kiyotake đã không đồng ý yêu cầu này và nói rằng:" Chúng tôi không công nhận hệ thống này. Tôi đã bảo việc này là không thể từ lúc đầu rồi."
Vào những mùa thông báo năm 2012-2013, MLB đã tìm tới NPB để tìm cách thay đổi cách đặt giá của các đội MLB, theo đó các đội sẽ tổ chức một cuộc đấu giá mở thay vì ngầm như trước để mọi đội đều biết được giá cược và các đội có thể đưa ra các giá cạnh tranh nhau. Sự thay đổi này có thể dẫn đến giảm giá chuyển nhượng của các đội ở giải NPB. Liên hiệp MLB và các cầu thủ đồng ý rằng họ muốn thấy các cầu thủ nhận được nhiều tiền hơn so với đội bóng của họ. Jason Coskrey của tờ The Japan Times tin rằng những cuộc thảo luận này cho phép JPBPA nói lên những lo ngại của họ và có thể giành lợi ích cho chính mình trong quá trình thông báo.  Thỏa thuận mới, như đã ghi, được công bố vào 12 tháng 12 năm 2013 và hầu hết thay đổi dựa vào mong muốn của MLB và các cầu thủ của cả hai giải.